# وشته (طالقان)
وشته، روستایی از توابع شهرستان طالقان در استان البرز
این روستا واقع در بخش مرکزی شهرستان طالقان و دارای آب و هوای سردسیر و کوهستانی می‌باشد. آب این ده از چشمه دراز چشمه کوه چرخچال  تأمین می‌شود. شغل مردم این ده زراعت می‌باشد اما عده‌ای هم در اداره‌های تهران مشغول هستند. مردم وشته تات‌زبان هستند.
براساس اثاربه جا مانده از گذشته در محدوده این روستا حداقل سه محله دیگر وجود داشته که احتمالا بر اثر زلزله های چند قرن گذشته تخریب شده اند.محله درویش زمینان.محله خاک دری گردن.و محله جریم اباد.

## محصولات
محصولات باغی:گردو/سیب/فندق/گیلاس/آلبالو/نان محلی

## صنایع دستی
گلیم، جاجیم و کرباس از صنایع دستی این روستا است.

## مکان تاریخی
بنای امام‌زاده یوسف در مزرعۀ بادامستان که از زمان‌های گذشته به وجود آمده است.

مسجد صاحب الزمان(عج) وشته که اولین بنای بی ستون استان البرز است.
بقعه معروف به پیر وشته یا درویش نومیر که در جنوب وشته قرار دارد.